# 堤不夾貴
堤 不夾貴（つつみ ふさき、1890年（明治23年）3月3日 - 1959年（昭和34年）7月21日）は、日本の陸軍軍人。最終階級は陸軍中将。

## 経歴
山梨県甲府市に生まれ、陸軍士官学校第24期、陸軍大学校第34期卒業。1931年、第10師団参謀長。1944年4月、第91師団長。1945年8月18日-21日、占守島の戦いで第91師団を指揮した。同年8月23日、降伏文書に署名した。
1948年（昭和23年）1月31日、公職追放仮指定を受けた。

## 栄典
勲章等
- 1940年（昭和15年）8月15日 - 紀元二千六百年祝典記念章[4]